# Чернобыльский переулок (Киев)
Чернобыльский переулок  (укр. Чорнобильський провулок) — исчезнувший переулок в Святошинском районе города Киева, местность Беличи. Пролегал от улицы Академика Ефремова до Осенней улицы.

## История
Переулок возник в 1-й половине XX века, имел название Школьная улица. Современное название — с 1955 года. Сначала простирался до улицы Патриарха Владимира Романюка, сокращен в связи с современной застройкой.
Из-за сноса старой застройки, по состоянию на 2011 год в Чернобыльском переулке не приписан ни один дом, а вместо него теперь пролегают два внутриквартальные проезды до многоэтажных домов, которые не сочетаются между собой. Однако официальной информации о ликвидации переулка пока нет, переулок включен до официального справочника «Улицы города Киева» и градостроительного кадастра, он продолжает указываться на некоторых картах.

## Изображения

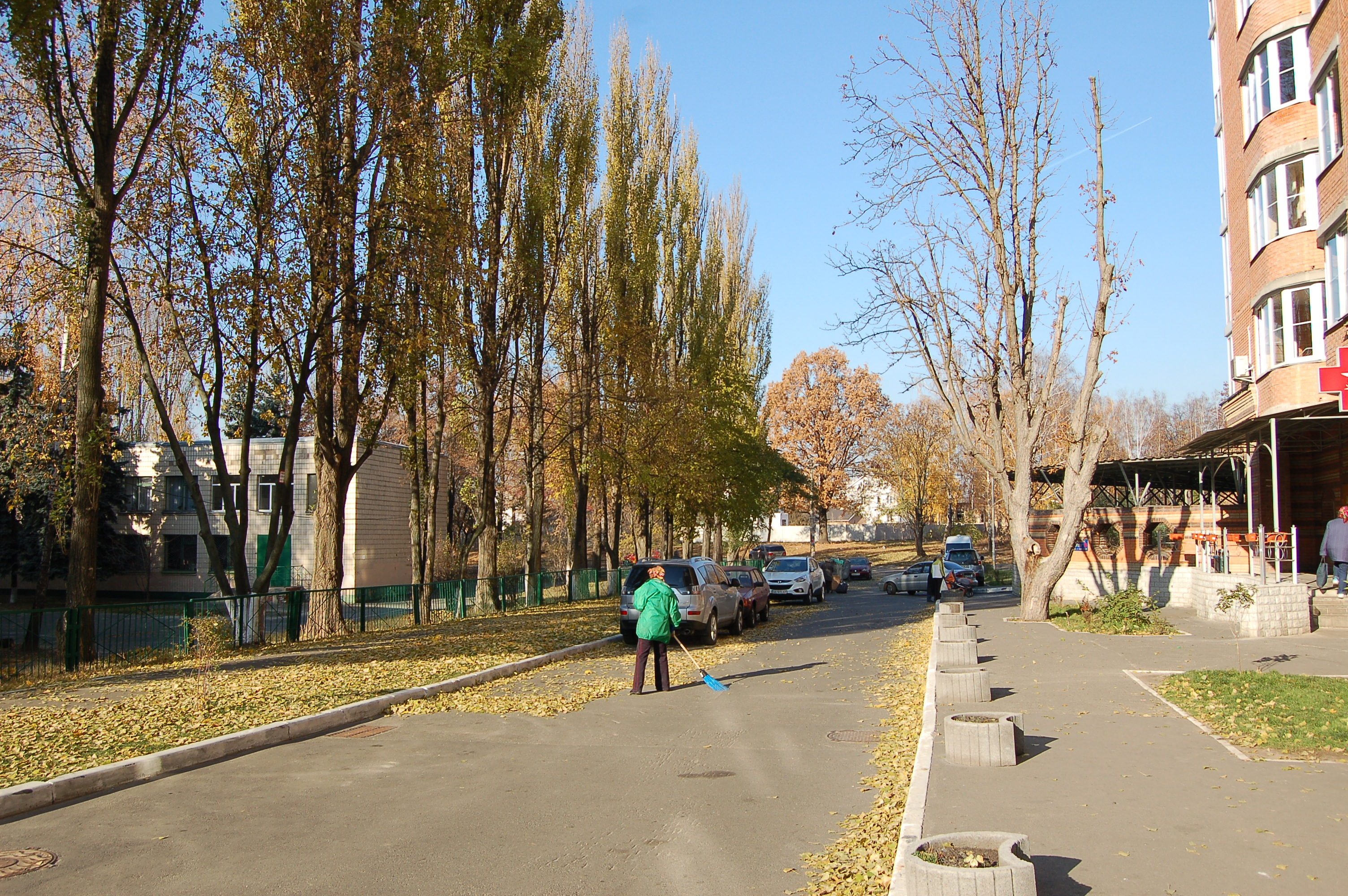